# Carmacks
Carmacks – miejscowość w Kanadzie, w Jukonie. Według danych na rok 2016 liczyła 493 mieszkańców.